# Chu trình ure
Chu trình ure (còn được gọi là chu trình ornithine) là một chu trình phản ứng sinh hóa tạo ra ure ((NH2)2CO) từ amonia (NH3). Chu trình này diễn ra ở các các sinh vật bài tiết ure. Chu trình ure chuyển đổi amonia độc hại cao thành ure để bài tiết. Chu trình này là chu trình chuyển hóa đầu tiên được phát hiện (Hans Krebs và Kurt Henseleit, 1932), năm năm trước khi phát hiện ra chu trình Krebs. Chu trình ure diễn ra chủ yếu ở gan và ở thận với mức độ thấp hơn.

## Chức năng
Dị hóa amino axít xảy ra trong chất thải amonia. Tất cả các loài động vật đều cần một cách để bài tiết sản phẩm này. Hầu hết sinh vật dưới nước, hoặc sinh vật ammonotelic, bài tiết amonia mà không chuyển đổi nó. Amoniy sinh, nó được pha loãng bởi nước bên ngoài sinh vật. Các sinh vật không thể loại bỏ nitơ dễ dàng và an toàn khi amonia chuyển hóa nó thành một chất ít độc hơn như ure hoặc axit uric. Chu trình ure chủ yếu xảy ra ở gan. ure do gan sản sinh ra sau đó được đổ vào máu nơi nó di chuyển đến thận và cuối cùng được bài tiết qua nước tiểu. Trong các loài bao gồm chim và hầu hết các loài côn trùng, amonia được chuyển thành axít uric hoặc muối urat của nó, được bài tiết dưới dạng rắn.

## Phản ứng
Toàn bộ quá trình chuyển đổi hai nhóm amin, một từ NH4+ và một từ Aspartate, và một nguyên tử cacbon từ HCO3−, thành ure bài tiết tương đối không độc hại, đòi hỏi bốn liên kết phosphate cao năng (3 ATP thủy phân thành 2 ADP và một AMP). Việc chuyển đổi từ amonia thành ure xảy ra trong năm bước chính. Đầu tiên là cần thiết cho amonia để vào Chu trình và bốn sau đây là tất cả một phần của Chu trình chính nó. Để vào Chu trình, amonia được chuyển thành carbamoyl phosphate. Chu trình ure bao gồm năm phản ứng enzym: hai trong ti thể và ba trong tế bào chất. 
| Bước | Chất phản ứng                   | Sản phẩm                        | Xúc tác          | Vị trí      |
| ---- | ------------------------------- | ------------------------------- | ---------------- | ----------- |
| 1    | NH3 + HCO3− + 2ATP              | carbamoyl phosphate + 2ADP + Pi | CPS1             | Ti thể      |
| 2    | carbamoyl phosphate + ornithine | citrulline + Pi                 | OTC, kẽm, biotin | Ti thể      |
| 3    | citrulline + aspartate + ATP    | argininosuccinate + AMP + PPi   | ASS              | Tế bào chất |

| 4    | argininosuccinate               | arginine + fumarate             | ASL              | Tế bào chất |
| 5    | arginine + H2O                  | ornithine + urea                | ARG1, mangan     | Tế bào chất |